# Hugo von Tours
Hugo von Tours (* um 780; † 20. Oktober 837, beigesetzt in Monza) war vermutlich ein Sohn des Grafen Haicho aus dem Haus der Etichonen und damit ein Ururenkel des Herzogs Eticho von Elsass; sicher ist, dass er ein Nachkomme Etichos war. Der Zweig der Familie, an dessen Spitze er steht, wird Liutfriden genannt.
Er hatte zunächst vor allem im Elsass Besitz, war dann unter Kaiser Ludwig dem Frommen auch Graf von Tours und vermutlich auch Graf von Sens, und damit im Besitz zweier der wichtigsten Grafschaften des Frankenreichs. Darüber hinaus war er Vogt des Frauenklosters St-Julien-d’Auxerre.
811 war er einer der kaiserlichen Gesandten Karls des Großen in Konstantinopel. 821 heiratete seine Tochter Irmingard Karls Enkel, den späteren Kaiser Lothar I. Seine Bedeutung erschließt sich auch dadurch, dass er 824 im Reichenauer Verbrüderungsbuch als erster Graf aufgeführt wird. Im gleichen Jahr nahm er an einen Feldzug gegen die Bretonen teil. 826 waren er und Graf Matfried von Orléans die Begleiter der Kaiserin Judith bei der Taufe des Dänenkönigs Harald Klak in Ingelheim.
827 führte er das fränkische Entsatzheer auf dem Feldzug gegen die Mauren im Raum Barcelona. Da sein zögerndes Vorgehen (ihm wurde der Beiname „timidus“, der Ängstliche, gegeben) das zu späte Eintreffen dieses Heers mit verschuldete, wurde er 828 auf einem Hoftag in Aachen – ebenso wie Matfried von Orléans – abgesetzt, blieb aber von großem Einfluss in der Umgebung seines Schwiegersohnes Lothar I., den er sogar gegen seinen Vater Ludwig aufgewiegelt haben soll. Nach dem Verlust seiner Güter und Ämter in Gallien trat er, weiterhin in der Gunst Lothars, als einer der wichtigsten fränkischen Adligen in Italien auf, wird sogar nach einem Königsgut, das ihm übereignet wurde, „dux de Locate“ – gemeint ist Locate di Triulzi bei Mailand – genannt.
Hugo und seine Frau Ava († um 840) hatten mindestens fünf Kinder:
- Irmingard (* um 805, † 20. März 851) ⚭ 821 Lothar I., König von Lotharingien
- Adelais (Adelheid) († nach 866) ⚭ I Konrad I. Graf im Argen- und Linzgau († 863) (Welfen), ⚭ II Robert der Tapfere (X 866) Graf von Paris (Robertiner)
- Liutfrid I. (* um 800/805, † 865/866) Graf von Tours, Laienabt von Münster-Granfelden ⚭ NN
- Bertha (* um 805, † nach 870), ⚭ 819 Gerhard II. (* 800, † 878/879) Graf von Paris, Graf (dux) von Vienne (Matfriede)
- Hugo († vor 25. Januar 835) begraben in San Ambrogio in Mailand

Hugo von Tours wurde in der Kirche zu Monza begraben.
| Personendaten    | Personendaten   |
| ---------------- | --------------- |
| NAME             | Hugo von Tours  |
| ALTERNATIVNAMEN  | Hugues III      |
| KURZBESCHREIBUNG | Graf von Tours  |
| GEBURTSDATUM     | um 780          |
| STERBEDATUM      | 20. Oktober 837 |
| STERBEORT        | begraben Monza  |